# でんじろう先生のはぴエネ!
『でんじろう先生のはぴエネ!』（でんじろうせんせいのはぴエネ）は、2009年4月5日から中京テレビで放送されている教養番組である。中部電力の一社提供。略称は「はぴエネ!」で、新聞のラ・テ欄には「でんじろうのはぴエネ」と表記されている。略称及び通称は基本的に『はぴエネ!』。

## 概要
米村でんじろうが身近にあるエネルギーについて実験を交えながら解説するミニ番組である。番組コンセプトは「「エネルギー」がわかれば世界がわかる!」で、番組タイトルの「はぴエネ」は "HAPPY ENERGY" （ハッピー エネルギー）が語源になっている。
2010年8月14日には、中京テレビでスペシャル版の『でんじろう先生のはぴエネ!スペシャル エネルギーで幸せになる旅 in 御前崎』が放送された。この特番で米村は、アンジャッシュの渡部建と児嶋一哉、タレントの八田亜矢子とともに現地でエネルギーの実験を行ったほか、現地の観光スポットなども紹介していた。
2016年7月23日放送分より、同局として初めての字幕付きCMの放送を開始した。
中京広域圏でのみ放送のローカル番組であるが、在名民放テレビ5社が共同で運営する動画配信サービスLocipoとYouTubeの番組公式チャンネルにおいて一部の回が無料で配信されており、そちらは日本全国で視聴可能である。
2024年10月5日放送分より、副音声での解説放送を開始した。

## 放送日時
いずれもJST。
- 毎週日曜日 20:54 - 21:00 （2009年4月5日 - 2012年9月30日）
- 毎週土曜日 11:35 - 11:42 （2012年10月6日 - 2022年3月26日）
- 毎週土曜日 11:38 - 11:45 （2022年4月2日 - 2023年9月30日）
- 毎週土曜日 11:35 - 11:40（2023年10月7日 -2025年3月29日）
- 毎週土曜日 11:25 - 11:30（2025年4月5日以降 -）
なお、土曜日の放送になってからは本編終了後に番組独自のインフォマーシャルを放送するようになった。

### 放送休止日
- 2009年8月30日 - 『24時間テレビ 「愛は地球を救う」』放送のため。
- 2010年7月11日 - 『ZERO×選挙2010』放送のため。
- 2011年3月13日 - 東日本大震災による特別番組編成のため。
- 2012年1月1日 - 正月による特別番組編成のため。

## 出演者
- 米村でんじろう

## 声の出演
- 柏田ユウリ

## スタッフ
- プロデューサー：今村恵子、田中穂積
- チーフプロデューサー：三澤慎一郎、沢田正春
- ディレクター：沼田友宏
- 構成：内田裕士
- 制作協力：CTV MID ENJIN
- 製作著作：中京テレビ

### 過去のスタッフ
- プロデューサー：沢田正春（チーフプロデューサーへ異動）、栗田美和、寺地幸一
- チーフプロデューサー：栗田美和
- チーフディレクター：田中穂積（プロデューサーへ異動）、平田明久

## 提供スポンサー
- 中部電力